# Maurycy Napoleon Hauke
Maurycy Kazimierz Napoleon Hauke herbu Bosak, hrabia, (ur. 26 października 1808 w Warszawie, zm. 1852 w Nowym Orleanie, USA) – oficer artylerii wojsk Królestwa Polskiego i Legionu Mickiewicza, brat Julii von Battenberg, brat stryjeczny generałów Aleksandra i Józefa Hauków.

## Zarys biografii
Maurycy Napoleon był najstarszym z sześciu synów generała Maurycego Haukego i Zofii z Lafontaine'ów. W roku 1821 zaczął naukę w Szkole Aplikacyjnej Artylerii w Warszawie, w 1825 ukończył ją w stopniu podporucznika i zaczął służyć w artylerii konnej. W  czasie Nocy listopadowej został jako syn wiernego carowi generała aresztowany. Dowiedziawszy się o śmierci ojca uzyskał natychmiastowe zwolnienie z karceru i przyłączył się do powstania wraz z braćmi Józefem i Władysławem. Brał udział jako porucznik artylerii  w bitwach pod Wawrem, Grochowem i Ostrołęką, w czasie której poległ brat Maurycy Leopold Józef. 16 marca 1831 został odznaczony Złotym Krzyżem orderu Virtuti Militari. Awansowany w sierpniu 1831 na kapitana, wziął udział w bitwie o Warszawę. Po upadku powstania przedostał się przez Elbląg do Francji i następnie do Anglii.  W 1834 roku skazany przez władze rosyjskie na powieszenie za udział w powstaniu listopadowym.
Po wybuchu we Francji  rewolucji 1848 roku Hauke przyłączył się do Legionu Mickiewicza, gdzie dowodził formacją wysłaną do Livorno w Toskanii. Z ideologią Mickiewicza nie zgadzał się i miał liczne zatargi z podwładnymi i kolegami oficerami. W 1849 opuścił Legion przekazując dowództwo Aleksandrowi Fijałkowskiemu. Legion wziął udział w walkach w Rzymie, a Hauke powrócił do Francji, skąd udał się na ostateczną emigrację do USA. Losy Haukego w Stanach Zjednoczonych nie są znane, wiadomo tylko, że  zmarł w Nowym Orleanie w 1852 roku. Pochowany na Cmentarzu Montmartre.